# Amblyseius coffeae
Amblyseius coffeae (лат.) — вид паразитиформных клещей рода Amblyseius из семейства Phytoseiidae (Mesostigmata). Мелкие свободноживущие хищные клещи длиной менее 1 мм. Индия (Керала). Обнаружен на кофе аравийском (Coffea arabica). От близких видов отличается следующими признаками: конической формой сперматеки с каликсом колоковидной формы. Дорсальный диск длиной 440 мкм, шириной 307 с 17 парами щетинок; щетинка s4 длинная, 105—110 мкм; подвижный палец с зубцами; дорзум гладкий. Дорсальные щетинки заострённые (заднебоковых щетинок PL 3 пары, а переднебоковых AL — 2 пары). Дорсальный щит склеротизирован. Вид был впервые описан в 2006 году. Сходен с Amblyseius largoensis, а его валидный статус подтверждён в 2017 году.